# Fulvio Zonch
Fulvio Zonch (Romans d'Isonzo, 5 ottobre 1929 – Romans d'Isonzo, 25 maggio 2006) è stato un calciatore e allenatore di calcio italiano, di ruolo terzino.

## Carriera
Cresciuto nei ragazzini della Pro Romans, nel 1946 passa al Palmanova in Serie C. In seguito viene ceduto al Milan assieme a Renzo Burini. Con la maglia rossonera vince il Torneo di Viareggio nel 1949.
Passa poi all'Empoli in Serie B e l'anno dopo al Messina appena promossa in Serie B dove gioca per otto anni totalizzando più di 100 partite tra i cadetti. Alla fine degli anni '50 rientra nella sua regione d'origine e gioca con il C.R.D.A. Monfalcone in Serie D. Chiude la carriera tornando nella  squadra del suo paese natale, la Pro Romans.
Rimane nel calcio iniziando la carriera di allenatore dilettante, allenando Torriana Gradisca, Pro Romans, Palmanova, rappresentativa del Comitato Provinciale di Gorizia e quella regionale del Friuli Venezia Giulia.

## Palmarès
- Torneo di Viareggio: 1

Milan: 1949